# Graham Zusi
Graham Zusi (Longwood, 18 agosto 1986) è un ex calciatore statunitense, di ruolo centrocampista.

## Carriera

### Club
Nel 2009 viene selezionato come 23ª scelta dai Kansas City Wizards. Il 21 marzo 2009 esordisce professionisticamente in MLS contro il Toronto FC.
Nelle stagioni successive diventa uno dei senatori della squadra e il 16 febbraio 2012 gli viene rinnovato il contratto per altri quattro anni. Nella stagione 2012 risulta essere il miglior assist-man con 15 passaggi vincenti, segnando anche cinque reti.
Durante la stagione 2012-2013 si reca in Inghilterra per un trial con gli inglesi del West Ham United.

### Nazionale
Il 21 gennaio 2012 compie la prima presenza con la maglia della Nazionale statunitense in un'amichevole giocata contro il Venezuela. Quattro giorni più tardi segna la prima rete con la maglia della nazionale, durante l'amichevole giocata e vinta contro Panama per 1-0.
Il 15 ottobre 2013 segna la rete del pareggio all'ultimo minuto contro Panama, match valido per la qualificazione al Mondiale brasiliano del 2014, ininfluente ai fini della classifica essendo gli Stati Uniti già qualificati, ma di grande importanza per la Nazionale messicana che grazie a questo pareggio poté avanzare al turno successivo.
Il 16 giugno 2014, Zusi serve l'assist, direttamente da calcio d'angolo, a John Brooks per la rete decisiva nella vittoria per 2-1 contro il Ghana nella prima partita della fase a gironi del Mondiale brasiliano.
Nel 2016 convocato per la Copa América Centenario negli Stati Uniti.
Il 7 giugno segna la rete del 4-0 nel match contro la Costa Rica.

## Statistiche
Statistiche aggiornate all'8 giugno 2021.
| Stagione                    | Squadra                     | Campionato                  | Campionato | Campionato | Coppe nazionali | Coppe nazionali | Coppe nazionali | Coppe continentali | Coppe continentali | Coppe continentali | Altre coppe | Altre coppe | Altre coppe | Totale | Totale |
| Stagione                    | Squadra                     | Comp                        | Pres       | Reti       | Comp            | Pres            | Reti            | Comp               | Pres               | Reti               | Comp        | Pres        | Reti        | Pres   | Reti   |
| --------------------------- | --------------------------- | --------------------------- | ---------- | ---------- | --------------- | --------------- | --------------- | ------------------ | ------------------ | ------------------ | ----------- | ----------- | ----------- | ------ | ------ |
| 2009                        | Sporting Kansas City        | MLS                         | 13         | 0          | USOC            | 1               | 0               |                    | -                  | -                  |             | -           | -           | 14     | 0      |
| 2010                        | Sporting Kansas City        | MLS                         | 19         | 1          | USOC            | -               | -               |                    | -                  | -                  |             | -           | -           | 19     | 1      |
| 2011                        | Sporting Kansas City        | MLS                         | 32+3       | 5+0        | USOC            | -               | -               |                    | -                  | -                  |             | -           | -           | 35     | 5      |
| 2012                        | Sporting Kansas City        | MLS                         | 32+2       | 5+0        | USOC            | 5               | 2               |                    | -                  | -                  |             | -           | -           | 39     | 7      |
| 2013                        | Sporting Kansas City        | MLS                         | 27+5       | 5+0        | USOC            | -               | -               | CCL                | 5                  | 0                  |             | -           | -           | 37     | 5      |
| 2014                        | Sporting Kansas City        | MLS                         | 25+1       | 5+0        | USOC            | -               | -               | CCL                | 3                  | 0                  |             | -           | -           | 29     | 5      |
| 2015                        | Sporting Kansas City        | MLS                         | 25+1       | 2          | USOC            | 2               | 1               |                    | -                  | -                  |             | -           | -           | 28     | 3      |
| 2016                        | Sporting Kansas City        | MLS                         | 21+1       | 1+0        | USOC            | 1               | 0               | CCL                | 0                  | 0                  |             | -           | -           | 23     | 1      |
| 2017                        | Sporting Kansas City        | MLS                         | 24+1       | 0          | USOC            | 3               | 0               |                    | -                  | -                  |             | -           | -           | 28     | 0      |
| 2018                        | Sporting Kansas City        | MLS                         | 38         | 2          | USOC            | 2               | 0               |                    | -                  | -                  |             | -           | -           | 40     | 2      |
| 2019                        | Sporting Kansas City        | MLS                         | 27         | 0          | USOC            | 1               | 0               | CCL                | 5                  | 0                  |             | -           | -           | 33     | 0      |
| 2020                        | Sporting Kansas City        | MLS                         | 17         | 1          |                 | -               | -               |                    | -                  | -                  |             | -           | -           | 17     | 1      |
| 2021                        | Sporting Kansas City        | MLS                         | 3          | 0          |                 | -               | -               |                    | -                  | -                  |             | -           | -           | 3      | 0      |
| Totale Sporting Kansas City | Totale Sporting Kansas City | Totale Sporting Kansas City | 317        | 29         |                 | 15              | 3               |                    | 13                 | 0                  |             | -           | -           | 344    | 32     |
| Totale carriera             | Totale carriera             | Totale carriera             | 317        | 29         |                 | 15              | 3               |                    | 13                 | 0                  |             | -           | -           | 344    | 32     |

### Cronologia di reti in nazionale
| Cronologia completa delle presenze e delle reti in nazionale ― Stati Uniti | Cronologia completa delle presenze e delle reti in nazionale ― Stati Uniti | Cronologia completa delle presenze e delle reti in nazionale ― Stati Uniti | Cronologia completa delle presenze e delle reti in nazionale ― Stati Uniti | Cronologia completa delle presenze e delle reti in nazionale ― Stati Uniti | Cronologia completa delle presenze e delle reti in nazionale ― Stati Uniti | Cronologia completa delle presenze e delle reti in nazionale ― Stati Uniti | Cronologia completa delle presenze e delle reti in nazionale ― Stati Uniti |
| Data                                                                       | Città                                                                      | In casa                                                                    | Risultato                                                                  | Ospiti                                                                     | Competizione                                                               | Reti                                                                       | Note                                                                       |
| -------------------------------------------------------------------------- | -------------------------------------------------------------------------- | -------------------------------------------------------------------------- | -------------------------------------------------------------------------- | -------------------------------------------------------------------------- | -------------------------------------------------------------------------- | -------------------------------------------------------------------------- | -------------------------------------------------------------------------- |
| 22-2-2012                                                                  | New York                                                                   | Stati Uniti                                                                | 1 – 0                                                                      | Venezuela                                                                  | Amichevole                                                                 | -                                                                          | 74’                                                                        |
| 25-1-2012                                                                  | Panama                                                                     | Panama                                                                     | 0 – 1                                                                      | Stati Uniti                                                                | Amichevole                                                                 | 1                                                                          |                                                                            |
| 16-8-2012                                                                  | Città del Messico                                                          | Messico                                                                    | 0 – 1                                                                      | Stati Uniti                                                                | Amichevole                                                                 | -                                                                          | 60’                                                                        |
| 12-9-2012                                                                  | Columbus                                                                   | Stati Uniti                                                                | 1 – 0                                                                      | Giamaica                                                                   | Qual. Mondiali 2014                                                        | -                                                                          | 72’                                                                        |
| 12-10-2012                                                                 | St. John's                                                                 | Antigua e Barbuda                                                          | 1 – 2                                                                      | Stati Uniti                                                                | Qual. Mondiali 2014                                                        | -                                                                          | 78’                                                                        |
| 16-10-2012                                                                 | Kansas City                                                                | Stati Uniti                                                                | 3 – 1                                                                      | Guatemala                                                                  | Qual. Mondiali 2014                                                        | -                                                                          | 78’                                                                        |
| 29-1-2013                                                                  | Houston                                                                    | Stati Uniti                                                                | 0 – 0                                                                      | Canada                                                                     | Amichevole                                                                 | -                                                                          | 64’                                                                        |
| 6-2-2013                                                                   | San Pedro Sula                                                             | Honduras                                                                   | 2 – 1                                                                      | Stati Uniti                                                                | Qual. Mondiali 2014                                                        | -                                                                          | 67’                                                                        |
| 22-3-2013                                                                  | Commerce City                                                              | Stati Uniti                                                                | 1 – 0                                                                      | Costa Rica                                                                 | Qual. Mondiali 2014                                                        | -                                                                          | 73’                                                                        |
| 26-3-2013                                                                  | Città del Messico                                                          | Messico                                                                    | 0 – 0                                                                      | Stati Uniti                                                                | Qual. Mondiali 2014                                                        | -                                                                          | 81’                                                                        |
| 29-5-2013                                                                  | Cleveland                                                                  | Stati Uniti                                                                | 2 – 4                                                                      | Belgio                                                                     | Amichevole                                                                 | -                                                                          | 69’                                                                        |
| 2-6-2013                                                                   | Washington                                                                 | Stati Uniti                                                                | 4 – 3                                                                      | Germania                                                                   | Amichevole                                                                 | -                                                                          | 56’                                                                        |
| 7-6-2013                                                                   | Kingston                                                                   | Giamaica                                                                   | 1 – 2                                                                      | Stati Uniti                                                                | Qual. Mondiali 2014                                                        | -                                                                          |                                                                            |
| 18-6-2013                                                                  | Sandy                                                                      | Stati Uniti                                                                | 1 – 0                                                                      | Honduras                                                                   | Qual. Mondiali 2014                                                        | -                                                                          | 75’                                                                        |
| 7-9-2013                                                                   | San José                                                                   | Costa Rica                                                                 | 3 – 1                                                                      | Stati Uniti                                                                | Qual. Mondiali 2014                                                        | -                                                                          | 58’                                                                        |
| 11-9-2013                                                                  | Columbus                                                                   | Stati Uniti                                                                | 2 – 0                                                                      | Messico                                                                    | Qual. Mondiali 2014                                                        | -                                                                          | 84’                                                                        |
| 12-10-2013                                                                 | Kansas                                                                     | Stati Uniti                                                                | 2 – 0                                                                      | Giamaica                                                                   | Qual. Mondiali 2014                                                        | 1                                                                          | 46’                                                                        |
| 16-10-2013                                                                 | Panama                                                                     | Panama                                                                     | 1 – 3                                                                      | Stati Uniti                                                                | Qual. Mondiali 2014                                                        | 1                                                                          |                                                                            |
| 1-2-2014                                                                   | Los Angeles                                                                | Stati Uniti                                                                | 2 – 0                                                                      | Corea del Sud                                                              | Amichevole                                                                 | -                                                                          | 84’                                                                        |
| 2-4-2014                                                                   | Glendale                                                                   | Stati Uniti                                                                | 2 – 2                                                                      | Messico                                                                    | Amichevole                                                                 | -                                                                          | 59’                                                                        |
| 27-5-2014                                                                  | San Francisco                                                              | Stati Uniti                                                                | 2 – 0                                                                      | Azerbaigian                                                                | Amichevole                                                                 | -                                                                          | 45’                                                                        |
| 1-6-2014                                                                   | Harrison                                                                   | Stati Uniti                                                                | 2 – 1                                                                      | Turchia                                                                    | Amichevole                                                                 | -                                                                          | 69’                                                                        |
| 7-6-2014                                                                   | Jacksonville                                                               | Stati Uniti                                                                | 2 – 1                                                                      | Nigeria                                                                    | Amichevole                                                                 | -                                                                          | 60’                                                                        |
| 16-6-2014                                                                  | Natal                                                                      | Ghana                                                                      | 1 – 2                                                                      | Stati Uniti                                                                | Mondiali 2014 - 1º turno                                                   | -                                                                          | 77’                                                                        |
| 22-6-2014                                                                  | Manaus                                                                     | Stati Uniti                                                                | 2 – 2                                                                      | Portogallo                                                                 | Mondiali 2014 - 1º turno                                                   | -                                                                          |                                                                            |
| 26-6-2014                                                                  | Recife                                                                     | Stati Uniti                                                                | 0 – 1                                                                      | Germania                                                                   | Mondiali 2014 - 1º turno                                                   | -                                                                          | 84’                                                                        |
| 1-7-2014                                                                   | Salvador                                                                   | Belgio                                                                     | 2 – 1 dts                                                                  | Stati Uniti                                                                | Mondiali 2014 - Ottavi di finale                                           | -                                                                          | 72’                                                                        |
| 14-10-2014                                                                 | Boca Raton                                                                 | Stati Uniti                                                                | 1 – 1                                                                      | Honduras                                                                   | Amichevole                                                                 | -                                                                          | 64’                                                                        |
| 3-7-2015                                                                   | Nashville                                                                  | Stati Uniti                                                                | 4 – 0                                                                      | Guatemala                                                                  | Amichevole                                                                 | -                                                                          | 45’                                                                        |
| 7-7-2015                                                                   | Frisco                                                                     | Stati Uniti                                                                | 2 – 1                                                                      | Honduras                                                                   | Gold Cup 2015 - 1º turno                                                   | -                                                                          | 87’                                                                        |
| 10-7-2015                                                                  | Foxborough                                                                 | Stati Uniti                                                                | 1 – 0                                                                      | Haiti                                                                      | Gold Cup 2015 - 1º turno                                                   | -                                                                          |                                                                            |
| 25-7-2015                                                                  | Filadelfia                                                                 | Stati Uniti                                                                | 1 – 1 dts (2 - 3 dtr)                                                      | Panama                                                                     | Gold Cup 2015 - Finale 3º posto                                            | -                                                                          | 60’                                                                        |
| 29-3-2016                                                                  | Columbus                                                                   | Stati Uniti                                                                | 4 – 0                                                                      | Guatemala                                                                  | Qual. Mondiali 2018                                                        | 1                                                                          | 81’                                                                        |
| 25-5-2016                                                                  | Frisco                                                                     | Stati Uniti                                                                | 1 – 0                                                                      | Ecuador                                                                    | Amichevole                                                                 | -                                                                          | 87’                                                                        |
| 28-5-2016                                                                  | Kansas City                                                                | Stati Uniti                                                                | 4 – 0                                                                      | Bolivia                                                                    | Amichevole                                                                 | -                                                                          | 73’                                                                        |
| 3-6-2016                                                                   | Santa Clara                                                                | Stati Uniti                                                                | 0 – 2                                                                      | Colombia                                                                   | Coppa America Centenario - 1º turno                                        | -                                                                          | 86’                                                                        |
| 7-6-2016                                                                   | Chicago                                                                    | Stati Uniti                                                                | 4 – 0                                                                      | Costa Rica                                                                 | Coppa America Centenario - 1º turno                                        | 1                                                                          | 70’                                                                        |
| 11-6-2016                                                                  | Filadelfia                                                                 | Stati Uniti                                                                | 1 – 0                                                                      | Paraguay                                                                   | Coppa America Centenario - 1º turno                                        | -                                                                          | 75’                                                                        |
| 16-6-2016                                                                  | Seattle                                                                    | Stati Uniti                                                                | 2 – 1                                                                      | Ecuador                                                                    | Coppa America Centenario - Quarti di finale                                | -                                                                          | 81’                                                                        |
| 21-6-2016                                                                  | Houston                                                                    | Stati Uniti                                                                | 0 – 4                                                                      | Argentina                                                                  | Coppa America Centenario - Semifinale                                      | -                                                                          |                                                                            |
| 2-9-2016                                                                   | Kingstown                                                                  | Saint Vincent e Grenadine                                                  | 0 – 6                                                                      | Stati Uniti                                                                | Qual. Mondiali 2018                                                        | -                                                                          |                                                                            |
| 16-11-2016                                                                 | San José                                                                   | Costa Rica                                                                 | 4 – 0                                                                      | Stati Uniti                                                                | Qual. Mondiali 2018                                                        | -                                                                          | 77’                                                                        |
| 29-1-2017                                                                  | San Diego                                                                  | Stati Uniti                                                                | 0 – 0                                                                      | Serbia                                                                     | Amichevole                                                                 | -                                                                          |                                                                            |
| 4-2-2017                                                                   | Chattanooga                                                                | Stati Uniti                                                                | 1 – 0                                                                      | Giamaica                                                                   | Amichevole                                                                 | -                                                                          | cap. 68’                                                                   |
| 25-3-2017                                                                  | San José                                                                   | Stati Uniti                                                                | 6 – 0                                                                      | Honduras                                                                   | Qual. Mondiali 2018                                                        | 1                                                                          | 58’                                                                        |
| 29-3-2017                                                                  | Panama                                                                     | Panama                                                                     | 1 – 1                                                                      | Stati Uniti                                                                | Qual. Mondiali 2018                                                        | -                                                                          |                                                                            |
| 3-6-2017                                                                   | Sandy                                                                      | Stati Uniti                                                                | 1 – 1                                                                      | Venezuela                                                                  | Amichevole                                                                 | -                                                                          | 89’                                                                        |
| 11-6-2017                                                                  | Città del Messico                                                          | Messico                                                                    | 1 – 1                                                                      | Stati Uniti                                                                | Qual. Mondiali 2018                                                        | -                                                                          | 89’                                                                        |
| 1-7-2017                                                                   | Hartford                                                                   | Stati Uniti                                                                | 2 – 1                                                                      | Ghana                                                                      | Amichevole                                                                 | -                                                                          |                                                                            |
| 8-7-2017                                                                   | Nashville                                                                  | Stati Uniti                                                                | 1 – 1                                                                      | Panama                                                                     | Gold Cup 2017 - 1º turno                                                   | -                                                                          |                                                                            |
| 15-7-2017                                                                  | Cleveland                                                                  | Nicaragua                                                                  | 0 – 3                                                                      | Stati Uniti                                                                | Gold Cup 2017 - 1º turno                                                   | -                                                                          |                                                                            |
| 22-7-2017                                                                  | East Rutherford                                                            | Costa Rica                                                                 | 0 – 2                                                                      | Stati Uniti                                                                | Gold Cup 2017 - Semifinale                                                 | -                                                                          |                                                                            |
| 26-7-2017                                                                  | San Jose                                                                   | Stati Uniti                                                                | 2 – 1                                                                      | Giamaica                                                                   | Gold Cup 2017 - Finale                                                     | -                                                                          |                                                                            |
| 1-9-2017                                                                   | Harrison                                                                   | Stati Uniti                                                                | 0 – 2                                                                      | Costa Rica                                                                 | Qual. Mondiali 2018                                                        | -                                                                          | 84’                                                                        |
| 5-9-2017                                                                   | San Pedro Sula                                                             | Honduras                                                                   | 1 – 1                                                                      | Stati Uniti                                                                | Qual. Mondiali 2018                                                        | -                                                                          | 62’                                                                        |
| Totale                                                                     |                                                                            | Presenze                                                                   | 55                                                                         |                                                                            | Reti                                                                       | 5                                                                          |                                                                            |

## Palmarès

### Club
- U.S. Open Cup: 3

Sporting Kansas City: 2012, 2015, 2017
- Campionato MLS: 1

Sporting Kansas City: 2013

### Nazionale
- Gold Cup: 1

2017

### Individuale
- MLS Best XI: 2

2012, 2013